# Suits (2.ª temporada)
A segunda temporada do drama americano Suits foi ao ar originalmente transmitida pela USA Network nos Estados Unidos entre 14 de junho de 2012 e 21 de fevereiro de 2013. A temporada foi produzida pela Hypnotic Films & Television e Universal Cable Productions, e os produtores executivos foram Doug Liman, David Bartis e criador da série Aaron Korsh. A temporada teve seis personagens regulares, funcionários da ficcional Pearson Hardman, escritório de advocacia, em Manhattan: Gabriel Macht, Patrick J. Adams, Rick Hoffman, Meghan Markle, Sarah Rafferty e Gina Torres.

## Elenco
| - Gabriel Macht como Harvey Specter - Patrick J. Adams como Mike Ross - Rick Hoffman como Louis Litt - Meghan Markle como Rachel Zane - Sarah Rafferty como Donna Paulsen - Gina Torres como Jessica Pearson | - Abigail Spencer como Dana Scott - David Costabile como Daniel Hardman - Eric Close como Travis Tanner - Rebecca Schull como Edith Ross |

## Episódios
| N.º na série | N.º na temp. | Título                                          | Dirigido por        | Escrito por        | Exibição original       | Audiência (milhões) |
| --- | ------------ | ----------------------------------------------- | ------------------- | ------------------ | ----------------------- | ------------------- |
| 13 | 1            | "She Knows" "Ela sabe" (BR)                     | Michael Smith       | Aaron Korsh        | 14 de junho de 2012     | 3.47                |
| Mike é confiável para fechar um grande processo. Harvey deve decidir se quer ou não manter Mike na equipe depois que Jessica revela que conhece o segredo de Mike. Enquanto isso, o co-fundador da empresa, Daniel Hardman (David Costabile) retorna após uma ausência de cinco anos, um "homem mudado" auto-declarado após a morte de sua esposa. |              |                                                 |                     |                    |                         |                     |
| 14 | 2            | "The Choice" "Escolha um lado" (BR)             | Kevin Bray          | Jon Cowan          | 21 de junho de 2012     | 3.80                |
| Mike confronta Rachel sobre a mensagem de celular que ela deixou, enquanto Jessica se aproxima de Harvey em busca de apoio sobre o iminente retorno de Daniel Hardman. Harvey vai para um sócio júnior, Paul Porter (Michael Cristofer), para fornecer assistência em um caso de falência com a esperança de conquistar o departamento de Porter para o lado de Jessica. Harvey vai contra as instruções de Porter e Jessica, irritando ambos, para ganhar o caso do seu próprio jeito. Enquanto isso, Louis é "seduzido" por presentes e promessas de Hardman. |              |                                                 |                     |                    |                         |                     |
| 15 | 3            | "Meet the New Boss" "Conheça a nova chefe" (BR) | Michael Smith       | Erica Lipez        | 28 de junho de 2012     | 3.88                |
| Harvey e Daniel iniciam uma briga, realizando diferentes planos de ataque enquanto representam um hospital contra a chefe do sindicato de enfermeiras Nell (Margo Martindale), e Mike é pego no meio dela. Quando Jéssica informa a Louis que uma publicação comercial listou Pearson Hardman próximo a último em uma pesquisa sobre a qualidade de vida dos associados, ele recebe um consultor da Harvard Law chamado Sheila (Rachael Harris), que parece ser Equivalente feminino de Louis. Enquanto isso, Donna leva Rachel a um bar e a convence a completar um perfil de namoro on-line para partir de Mike. Mas quando Mike ajuda Rachel com sua biografia, ela a envia de volta para ele e a convence de que Mike tem um segredo que ele não está compartilhando. Rachel é vista tomando os LSATs. Harvey conta a Mike a história por trás do passado de Hardman. |              |                                                 |                     |                    |                         |                     |
| 16 | 4            | "Discovery" "Descoberta" (BR)                   | Kevin Bray          | Daniel Arkin       | 12 de julho de 2012     | 3.70                |
| Travis Tanner está de volta à cidade e está de olho em Harvey. Suas acusações de que Pearson Hardman reteve evidências em um caso em que eles representavam a Coastal Motors motivaram Jessica e Harvey a serem menos transparentes com Hardman. Donna fica chocada ao descobrir que ela realmente recebeu e assinou o documento. Enquanto isso, Louis e Mike encontram um terreno comum em um caso em que defendem um gigante de água engarrafada, mas a paranóia de Louis pode inviabilizar uma amizade crescente e sua própria posição na empresa. |              |                                                 |                     |                    |                         |                     |
| 17 | 5            | "Break Point" "Ponto de ruptura" (BR)           | Christopher Misiano | Ethan Drogin       | 19 de julho de 2012     | 3.72                |
| Harvey se sente prejudicado quando Jessica faz sua segunda cadeira para Allison Holt (Diane Neal) em um processo que pode fazer ou quebrar a empresa - e sua condução no banco traseiro pode ter consequências de longo alcance. Mike representa um prodígio do tênis (Julian Alcaraz) que quer ser emancipado de seu pai-treinador (Conrad Dunn), que se opõe a 16 anos de idade, tornando-se profissional. Donna lida com as consequências do caso da Coastal Motors e é demitida quando entra em pânico e destrói o documento. |              |                                                 |                     |                    |                         |                     |
| 18 | 6            | "All In" "Aposto tudo" (BR)                     | John Scott          | Karla Nappi        | 26 de julho de 2012     | 3.89                |
| Enquanto em Atlantic City, Harvey e Mike decidem perseguir o caso de um homem que jogou fora sua empresa, devido à história de Harvey com o cliente, Keith Hoyt (Peter Outerbridge). Enquanto isso, Louis e Rachel trabalham juntos para proteger uma instituição admirada, e Jessica luta enquanto tenta defender a empresa. Scott Grimes aparece como um empresário que gosta de apostas de alto risco, e Matthew Glave como um advogado. |              |                                                 |                     |                    |                         |                     |
| 19 | 7            | "Sucker Punch" "Golpe baixo" (BR)               | Adam Davidson       | Genevieve Sparling | 2 de agosto de 2012     | 3.41                |
| A ação pendente contra a empresa vê Harvey se voltar para Zoe Lawford (Jacinda Barrett), uma antiga colega com quem ele tem um passado, para ajudar a provar o caso de Pearson Hardman. Zoe faz a equipe preparar um julgamento simulado como um aquecimento para a coisa real, e Louis é convidado a assumir o papel de Travis Tanner. Harvey pede que Donna testemunhe que ela destruiu o memorando da Coastal Motors, mas ela contratou um advogado e planeja pleitear o quinto. |              |                                                 |                     |                    |                         |                     |
| 20 | 8            | "Rewind" "Rebobinar" (BR)                       | Félix Alcalá        | Rick Muirragui     | 9 de agosto de 2012     | 3.42                |
| Harvey e Mike olham para trás cinco anos em seus passados para ver como isso os afeta hoje. O episódio revela a ascensão de Harvey de associado sênior para parceiro júnior logo após a morte de seu pai, a motivação inicial de Mike para entrar no negócio de procuração LSAT ilegal, detalhes sobre a demissão original de Hardman da empresa e uma pessoa de interesse em torno dessa demissão ajude Jessica a lutar contra Hardman por gerenciar o controle nos dias atuais. |              |                                                 |                     |                    |                         |                     |
| 21 | 9            | "Asterisk" "Asteriscos" (BR)                    | Jennifer Getzinger  | Justin Peacock     | 16 de agosto de 2012    | 4.00                |
| Quando Louis é promovido a sócio sênior e tem o voto decisivo no futuro da firma, Harvey deve convencê-lo a apoiar Jessica. Depois que Louis descobre que Hardman pretendia transformá-lo em um caçador dos seus esquemas de peculato cinco anos antes, Hardman admite sua indiscrição, depois tenta convencer Louis de que ele "não é mais essa pessoa". Enquanto isso, Harvey defende um ousado esportista (Jeff B. Davis) que acusa um jogador de beisebol de usar drogas que aumentam o desempenho, sem evidência aparente para respaldar suas alegações. Donna retorna para a empresa. Rachel descobre que ela se saiu bem no LSAT. Mike usa seu bônus de final de ano para comprar um apartamento para sua avó em Manhattan. Enquanto espera no apartamento por sua avó para que ele possa surpreendê-la, Rachel chega e informa Mike que sua avó morreu. |              |                                                 |                     |                    |                         |                     |
| 22 | 10           | "High Noon" "Matar ou morrer" (BR)              | Kevin Bray          | Erica Lipez        | 23 de agosto de 2012    | 4.48                |
| Hardman ganha o voto dos parceiros, incluindo o voto de Louis, e substitui Jessica como sócio-gerente. Ele e Louis começam a fazer Harvey e o trabalho de Mike é miserável. Harvey fuma maconha com Mike, e quando Louis observa Harvey, ele manda Hardman ordenar que ele faça um teste de drogas. Harvey se recusa e uma reunião de parceiros é realizada para determinar se ele será demitido. Nessa reunião, Harvey e Mike revelam evidências (nem todas válidas) da traição passada de Hardman, incluindo a criação de Donna, Harvey e, finalmente, Jessica para a queda no caso da Coastal Motors, e é Hardman quem é demitido. Mike conhece sua amiga de infância Tess (Elisabeth Hower) no funeral de sua avó, onde Tess e Rachel o apoiam em um discurso. Mike quer atuar na atração mútua com Rachel, mas ela pede para ele esperar. Rachel muda de ideia e vai para o apartamento de Mike, apenas para encontrá-lo na cama com Tess. |              |                                                 |                     |                    |                         |                     |
| 23 | 11           | "Blind-Sided" "Ponto cego" (BR)                 | David Platt         | Ethan Drogin       | 17 de janeiro de 2013   | 3.57                |
| Mike ainda está fazendo sexo e ficando chapado com Tess, mesmo depois da interrupção de Rachel. Mike é atribuído o caso de um jovem chamado Liam (Reiley McClendon), que estava envolvido em um sucesso e correr enquanto dirigia para casa de uma festa. A memória de seus próprios pais sendo mortos por um motorista bêbado compromete a capacidade de Mike de agir no melhor interesse de seu cliente. Harvey quer celebrar a demissão de Hardman com Zoe Lawford, mas descobre que o irmão de Zoe acabou de deixar sua filha, Olivia, em curto prazo. Enquanto isso, Louis se encontra com Sheila (Rachael Harris), que já sabe que ele fez um sócio sênior e parece estar excitado com esse fato. Louis pede a ajuda de Sheila para conseguir um novo associado de primeira linha de Harvard chamado Maria (Aarti Mann), mas é tudo em vão quando Jessica faz um "congelamento de contratação". Louis acha que é um castigo, mas Jessica faz isso para evitar que ele contrate alguém que possa inadvertidamente revelar o segredo de Mike em Harvard. |              |                                                 |                     |                    |                         |                     |
| 24 | 12           | "Blood in the Water" "Lei da selva" (BR)        | Roger Kumble        | Genevieve Sparling | 24 de janeiro de 2013   | 3.75                |
| Harvey é suspeito quando um cliente, Trent Devon (Jon Foster), de repente decide não deixar sua empresa ir a público, enquanto também expressa reservas sobre a retenção de Pearson Hardman. Allison Holt, que está trabalhando para a empresa rival Bratton-Gould, faz um ataque profissional a Pearson Hardman e começa a atrair os melhores associados da empresa. Louis tem que enfrentar a ira de Harvey por suas ações anteriores quando ele votou em Hardman. Louis leva suas frustrações para Harold, e quando a firma perde um cliente em um caso atribuído a Harold, Louis o atira na frente de todos. Louis considera deixar Pearson Hardman e se encontra com Allison. |              |                                                 |                     |                    |                         |                     |
| 25 | 13           | "Zane vs. Zane" "Zane contra Zane" (BR)         | Nicole Kassell      | Rick Muirragui     | 31 de janeiro de 2013   | 3.36                |
| Um acordo que Harvey negociou está em risco de desmoronar, enquanto o advogado de alto nível Robert Zane (Wendell Pierce) intervém como advogado oposto e reduz drasticamente a oferta de acordo. Robert Zane é o pai de Rachel, e Harvey tenta alavancar o relacionamento contencioso de Rachel e Robert adicionando Rachel ao caso como paralegal. Enquanto isso, Louis se envolve em uma guerra de brincadeiras com Katrina Bennett (Amanda Schull), a recém-contratada associada sênior de Harvey. |              |                                                 |                     |                    |                         |                     |
| 26 | 14           | "He's Back" "Ele voltou" (BR)                   | Kevin Bray          | Daniel Arkin       | 7 de fevereiro de 2013  | 3.07                |
| Daniel Hardman retorna, trazendo uma ação de assédio sexual contra Pearson Hardman em nome de um ex-funcionário. Harvey e Jessica são limitados taticamente por causa de um acordo de não divulgação que Jessica assinou quando Hardman partiu. Mike tenta convencer o ex-funcionário a se acomodar para que a empresa possa se concentrar no litígio da Folsom Foods. |              |                                                 |                     |                    |                         |                     |
| 27 | 15           | "Normandy" "Normandia" (BR)                     | Terry McDonough     | Jon Cowan          | 14 de fevereiro de 2013 | 2.90                |
| Lutando contra muitos casos com recursos esgotados, Pearson Hardman usa uma abordagem "all in" em um local, enquanto pondera sobre um acordo para se fundir com uma empresa britânica que emprega uma das antigas chamas de Harvey, Dana "Scottie" Scott (Abigail Spencer). Mike desenvolve uma relação de trabalho menos que desejável com o Katrina. Enquanto isso, Rachel descobre que ela não foi aceita em Harvard. |              |                                                 |                     |                    |                         |                     |
| 28 | 16           | "War" "Guerra" (BR)                             | John Scott          | Aaron Korsh        | 21 de fevereiro de 2013 | 3.20                |
| Uma empresa britânica liderada por Edward Darby Conleth Hil decide entrar sorrateiramente com uma oferta tentadora para a empresa de Jessica, confrontando os planos de Harvey para o futuro e a própria visão de Jessica, e deixando os dois decidirem o que direção a tomar com suas carreiras. Louis encontra sua partida na forma do intendente de Darby, Nigel (Adam Godley), enquanto os dois tentam encontrar uma maneira de manter ambos os empregos viáveis na nova empresa combinada. Harvey faz uma aposta com Edward, o que impediria a fusão caso Harvey ganhasse, em um caso que depois foi entregue a Mike. No entanto, Jessica ameaça Mike com a exposição de seu segredo, se ele ganhar o caso. Mike perde o caso e enfrenta a ira de Harvey por sua deslealdade. Mike finalmente diz a Rachel que ele nunca foi para Harvard Law, e acaba fazendo sexo com ela. |              |                                                 |                     |                    |                         |                     |

## Classificações
| N.º | Título               | Transmissão Original    | Horário (EUA)        | Espectadores (em milhões) | Avaliação (Adultos 18–49) | Classificação | Notas  |
| --- | -------------------- | ----------------------- | -------------------- | ------------------------- | ------------------------- | ------------- | ------ |
| 1   | "She Knows"          | 14 de junho de 2012     | Quintas-feiras 21:00 | 3.47                      | 1.1                       | #4            | [ 1 ]  |
| 2   | "The Choice"         | 21 de junho de 2012     | Quintas-feiras 21:00 | 3.80                      | 1.2                       | #2            | [ 2 ]  |
| 3   | "Meet the New Boss"  | 28 de junho de 2012     | Quintas-feiras 21:00 | 3.88                      | 1.3                       | #5            | [ 3 ]  |
| 4   | "Discovery"          | 12 de julho de 2012     | Quintas-feiras 21:00 | 3.70                      | 1.2                       | #5            | [ 4 ]  |
| 5   | "Break Point"        | 19 de julho de 2012     | Quintas-feiras 21:00 | 3.72                      | 1.2                       | #5            | [ 5 ]  |
| 6   | "All In"             | 26 de julho de 2012     | Quintas-feiras 21:00 | 3.89                      | 1.3                       | #3            | [ 6 ]  |
| 7   | "Sucker Punch"       | 2 de agosto de 2012     | Quintas-feiras 21:00 | 3.41                      | 1.2                       | #2            | [ 7 ]  |
| 8   | "Rewind"             | 9 de agosto de 2012     | Quintas-feiras 21:00 | 3.42                      | 1.1                       | #5            | [ 8 ]  |
| 9   | "Asterisk"           | 16 de agosto de 2012    | Quintas-feiras 21:00 | 4.00                      | 1.4                       | #1            | [ 9 ]  |
| 10  | "High Noon"          | 23 de agosto de 2012    | Quintas-feiras 21:00 | 4.49                      | 1.9                       | #1            | [ 10 ] |
| 11  | "Blind-Sided"        | 17 de janeiro de 2013   | Quintas-feiras 21:00 | 3.57                      | 1.2                       | #6            | [ 11 ] |
| 12  | "Blood in the Water" | 24 de janeiro de 2013   | Quintas-feiras 21:00 | 3.75                      | 1.1                       | #7            | [ 12 ] |
| 13  | "Zane vs. Zane"      | 31 de janeiro de 2013   | Quintas-feiras 21:00 | 3.36                      | 1.0                       | #8            | [ 13 ] |
| 14  | "He's Back"          | 7 de fevereiro de 2013  | Quintas-feiras 21:00 | 3.07                      | 1.0                       | #11           | [ 14 ] |
| 15  | "Normandy"           | 14 de fevereiro de 2013 | Quintas-feiras 21:00 | 2.90                      | 1.0                       | #9            | [ 15 ] |
| 16  | "War"                | 21 de fevereiro de 2013 | Quintas-feiras 21:00 | 3.10                      | 1.0                       | #7            | [ 16 ] |